# Spil med ting
|  | Denne artikel er oprettet af botten PalnaBot ud fra en ekstern database. Den kan derfor have sproglige fejl eller mangler. Denne skabelon kan fjernes efter kontrol af indholdet. |

Spil med ting er en film instrueret af Ole Schelde efter manuskript af Ray Nusselein.

## Handling
Ray Nusselein fortæller om sine erfaringer med dukketeater for børn og viser eksempler på dukker lavet af kasserede materialer. Filmen henvender sig især til pædagoger.